# 데번셔 공작부인 엘리자베스 캐번디시
데번셔 공작부인 엘리자베스 캐번디시(Elizabeth Cavendish, Duchess of Devonshire, 1759년 5월 13일 - 1824년 3월 30일) 또는 엘리자베스 크리스티아나 허비(Elizabeth Christiana Hervey), 엘리자베스 포스터(Lady Elizabeth Foster)는 초기 영국의 여성 소설가이자 데번셔 공작부인 조지아나 캐번디시와 절친한 친구였던 사이로 유명하다. 엘리자베스는 조지아나 캐번디시의 남편인 제5대 데번셔 공작 윌리엄 캐번디시의 눈에 들어 그의 새 아내로 맞아들여졌다.

## 생애
엘리자베스는 제4대 브리스톨 백작 프레더릭 허비의 딸로서, 스스럼없이 ‘베스(Bess)’라는 애칭으로 불렸다. 엘리자베스는 잉글랜드 서포크 주 세인트에드먼즈베리에 있는 작은 집에서 태어났다. 1776년에 그녀는 아일랜드 남자인 존 토머스 포스터(1747년생)와 결혼하였다. 존 토머스 포스터는 영국에 병합되기 전 아일랜드 하원의 마지막 의장이었던 존 포스터와 윌리엄 포스터 주교와 사촌지간이었다. 1779년 남편인 존 토머스 포스터가 브리스톨 백작이 되면서, 그녀는 자동으로 백작부인이 되었다. 엘리자베스는 존 토머스 포스터와의 사이에 세 아이를 낳았다. 두 아들인 프레더릭(1777년 10월 3일 - 1853년)과 오거스터스 존 포스터(1780년 12월 - 1848년) 그리고 1778년 11월 17일에 태어난 딸 엘리자베스인데, 엘리자베스는 태어난 지 8일 만에 사망하였다. 부부는 1779년 이후 엘리자베스의 부모와 함께 브리스톨 백작 가문에서 대대로 물려받은 익워스 하우스에서 살았다. 두 사람의 결혼은 남편이 하녀와 내연관계를 맺음으로써 파경을 맞이하여 결국 5년 만에 이혼하게 되었다. 존 토머스 포스터는 아들들의 양육권을 소유하였으며, 14년 동안 엘리자베스와 만나는 것을 허락하지 않았다.
1782년 5월 엘리자베스는 데번셔 공작부인 조지아나와 만나 곧 둘도 없는 친구 사이가 되었다. 이때부터 그녀는 조지아나와 그녀의 남편인 제5대 데번셔 공작 윌리엄과 함께 셋이서 약 25년 동안 함께 동거하였다. 엘리자베스는 데번셔 공작 윌리엄과의 사이에 딸 캐롤라인과 아들 오거스터스를 낳았다. 이들은 조지아나에 의해 사생아가 아닌 적자로 인정받아 데번셔 가문에 받아들여지게 되었다. 조지아나의 축복을 받으며 엘리자베스는 윌리엄 공작과 1809년에 결혼하였으며, 그로부터 3년 뒤에 조지아나가 사망할 때까지 계속 같이 지냈다.